# Mislav Karoglan
Mislav Karoglan (Imotski, 14. travnja 1982.), bosanskohercegovačko-hrvatski nogometni trener i bivši nogometaš. Trenutačno je bez kluba.

## Igračka karijera
Nogometnu igračku karijeru započeo je u Posušju 2001. godine. U to vrijeme Karoglan je upisao i dva nastupa za reprezentaciju Bosne i Hercegovine do 21 godine. Karoglan je kasnije igrao za Kamen Ingrad u 1. HNL, za Široki Brijeg i Zrinjski Mostar u Premijer ligi BiH, a osim ta dva kluba za izraelski Hapoel Nazaret. Nastupao je i za Žilinu u slovačkoj ligi. Dana 20. kolovoza 2009. potpisao je dvogodišnji ugovor s Rijekom. Za to vrijeme, uglavnom je bio na posudbama u Širokom Brijegu, Imotskom i singapurskom klubu SAFFC, u kojem je bio najbolji strijelac 2011. godine s 33 postignutih golova. Poslije je još igrao za klubove Imotski i Croatia Zmijavci.

## Trenerska karijera
Karoglan je vodio Croatiju Zmijavci 2016. godine, dovevši je do titule prvaka 3. HNL – Jug. Bio je trener Zadra 2019. godine, nakon čega je vodio momčad splitskog Hajduka do 17 godina.
Godine 2022. imenovan je privremenim trenerom splitskog Hajduka. U ukupno 12 službenih utakmica upisao je osam pobjeda uz četiri neriješena ishoda.
U ljeto 2023. imenovan je trenerom Istre 1961, zamijenivši Gonzala Garcíju koji je klub doveo do petog mjesta u sezoni 2022./23. Nakon lošeg početka sezone, otpušten je nakon samo tri utakmice na čelu.
Karoglan je 23. listopada 2023. imenovan umjesto Ivana Leke na mjesto trenera splitskog Hajduka. Dana 8. travnja 2024. sporazumno je raskinuo ugovor Hajdukom.